# Zawsie (Włoszczowice)
Zawsie – część wsi Włoszczowice w Polsce, położona w województwie świętokrzyskim, w powiecie pińczowskim, w gminie Kije.
W latach 1975–1998 Zawsie administracyjnie należało do województwa kieleckiego.